# Bestuurlijke indeling van Rusland

Federale districten

Federale subjecten

Stedelijke en gemeentelijke districten

De bestuurlijke indeling van Rusland bestaat naast de federale overheid uit verschillende bestuurslagen.

## Federale districten
De Russische federatie is voor toezicht op de deelgebieden ingedeeld in federale districten (Федеральный округ, Federalnyj okrug), ieder aangestuurd door een presidentieel gevolmachtigde (Полномочный представитель Президента, Polnomotsjnyj predstavitel Prezidenta). Hij ziet toe op het werk van de federale autoriteiten in de regio's en bewaakt dat de federale wetgeving niet wordt tegengewerkt door lokaal bestuur.

## Federale subjecten
Rusland bestaat uit 85 deelgebieden, federale subjecten, waarvan het onderdeel zijn van Rusland bij twee daarvan internationaal niet algemeen erkend is. Bij die deelgebieden is sprake van zes soorten:
1. 22 republieken (Республики/Республика, Respubliki/Respublika) - iedere  republiek heeft een eigen grondwet,[3] president en parlement en is vaak gebaseerd op een voor de republiek naamgevende etnische minderheid.
2. 46 oblasten (provincies) (Russisch: Области/Область, Oblasti/Oblast)) - iedere provincie heeft een door de Russische president benoemde gouverneur en eigen verkozen wetgevende organen.
3. 9 krajs (gewesten) (Края/Край, Kraja/Kraj) - ieder gewest heeft dezelfde inrichting als een provincie, maar is dunner bevolkt en groter qua oppervlakte.
4. 1 autonome oblast (автономная область, Avtonomnraja Oblast) - een provincie gebaseerd op een minderheid, de Joden.
5. 4 autonome districten (Автономные округа/Автономный округ, Avtonomnye okruga/Avtonomnyj okrug) - een autonoom district is een gebieden van een etnische minderheid, waarvan er drie deel uitmaken van een oblast.[4]
6. 3 federale steden (города федерального значения) - de federale steden zijn aparte regio's voor de twee grootste steden (Moskou en Sint-Petersburg) en voor Sebastopol.

## Regionaal en lokaal bestuur
Met uitzondering van de federale steden is ieder deelgebied onderverdeeld in districten van twee soorten. In de eerste plaats in stedelijke gebieden het stedelijk district (Городской округ, Gorodskoj okrug), waaronder alle steden aangewezen als Gesloten Bestuurlijk-Territoriale Formaties (закрытые административно-территориальные образования, zakrytye administrativno-territorial'nye obrazovanija). In de tweede plaats het gemeentelijk district (Муниципальный район, Municipalnyj rajon). De gemeentelijke districten zijn weer verder onderverdeeld in de stedelijke nederzettingen (Городское поселение, Gorodskoje poselenije), de landelijke nederzetting (Сельское поселение, Selskoje poselenije), en het  buitengebieden (межселенные территории, mezjselennye territorii), zonder eigen bestuur.  Binnen de deelgebieden bestaan verschillen in de inrichting van de districten.
De federale steden kennen als onderverdeling de stadsdeelgemeente (внутригородская территориа, vnutrigorodskaja territoria).
Centraal · Noordelijke Kaukasus  · Noordwest · Oeral · Siberië · Verre Oosten · Wolga · Zuid